# Función logística generalizada

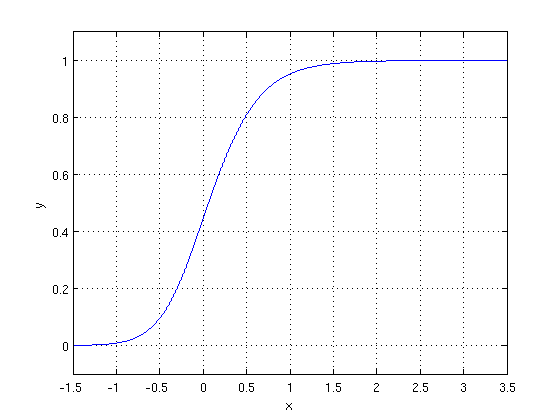

Efecto de variar el parámetro A. Todos los demás parámetros son 1.

Efecto de variar el parámetro B. A = 0, todos los demás parámetros son 1.

Efecto de variar el parámetro C. A = 0, todos los demás parámetros son 1.

Efecto de variar el parámetro K. A = 0, todos los demás parámetros son 1.

Efecto de variar el parámetro Q. A = 0, todos los demás parámetros son 1.

Efecto de variar el parámetro ν. A = 0, todos los demás parámetros son 1.

La función o curva logística generalizada, también conocida como curva de Richards, desarrollada originalmente para el modelado del crecimiento, es una extensión de las funciones logísticas o sigmoideas, que permite curvas en forma de S más flexibles:
{\displaystyle Y(t)=A+{K-A \over (C+Qe^{-Bt})^{1/\nu }}}
donde {\displaystyle Y} = peso, altura, tamaño, etc., y  {\displaystyle t} = tiempo.
Tiene cinco parámetros:
- {\displaystyle A}: la asíntota inferior;
- {\displaystyle K}: la asíntota superior. Si {\displaystyle A=0} entonces {\displaystyle K} se llama la capacidad de carga;
- {\displaystyle B}: la tasa de crecimiento;
- {\displaystyle v>0}: afecta cerca de la cual se produce un crecimiento máximo asintótico.
- {\displaystyle Q}: está relacionado con el valor  {\displaystyle Y(0)}
- {\displaystyle C}: normalmente toma un valor de 1.

La ecuación también puede ser escrita:
{\displaystyle Y(t)=A+{K-A \over (C+e^{-B(t-M)})^{1/\nu }}}
donde {\displaystyle M} puede ser pensado como un tiempo de partida, {\displaystyle t_{0}} (en la que {\displaystyle Y(t_{0})=A+{K-A \over (C+1)^{1/\nu }}})
Incluir tanto {\displaystyle Q} como {\displaystyle M} puede ser conveniente:
{\displaystyle Y(t)=A+{K-A \over (C+Qe^{-B(t-M)})^{1/\nu }}}
esta representación simplifica la configuración de un tiempo inicial y el valor de Y en ese momento.
La logística, con una tasa de crecimiento máxima en el momento {\displaystyle M}, es el caso donde {\displaystyle Q=\nu =1}

## Ecuación diferencial logística generalizada
Un caso particular de la función logística generalizada es:
{\displaystyle Y(t)={K \over (1+Qe^{-\alpha \nu (t-t_{0})})^{1/\nu }}}
que es la solución de la ecuación diferencial de Richards (RDE):
{\displaystyle Y^{\prime }(t)=\alpha \left(1-\left({\frac {Y}{K}}\right)^{\nu }\right)Y}
con condición inicial
{\displaystyle Y(t_{0})=Y_{0}}
donde
{\displaystyle Q=-1+\left({\frac {K}{Y_{0}}}\right)^{\nu }}
siempre que {\displaystyle v>0} y {\displaystyle \alpha >0}.
La ecuación diferencial logística clásica es un caso particular de la ecuación anterior, con  {\displaystyle v=1}, mientras que la función de Gompertz se puede recuperar en el límite {\displaystyle \nu \rightarrow 0^{+}} siempre que:
{\displaystyle \alpha =O\left({\frac {1}{\nu }}\right)}
De hecho, para los v pequeños es
{\displaystyle Y^{\prime }(t)=Yr{\frac {1-\exp \left(\nu \ln \left({\frac {Y}{K}}\right)\right)}{\nu }}\approx rY\ln \left({\frac {Y}{K}}\right)}
La EDR modela muchos fenómenos de crecimiento, incluido el crecimiento de tumores. En oncología, sus principales características biológicas son similares a las del modelo de curva logística.

## Gradiente de función logística generalizada
Al estimar parámetros a partir de datos, a menudo es necesario calcular las derivadas parciales de la función logística con respecto a los parámetros en un punto de datos determinado {\displaystyle t}. Para el caso donde {\displaystyle C=1},  
{\displaystyle {\begin{aligned}{\frac {\partial Y}{\partial A}}&=1-(1+Qe^{-B(t-M)})^{-1/\nu }\\{\frac {\partial Y}{\partial K}}&=(1+Qe^{-B(t-M)})^{-1/\nu }\\{\frac {\partial Y}{\partial B}}&={\frac {(K-A)(t-M)Qe^{-B(t-M)}}{\nu (1+Qe^{-B(t-M)})^{{\frac {1}{\nu }}+1}}}\\{\frac {\partial Y}{\partial \nu }}&={\frac {(K-A)\ln(1+Qe^{-B(t-M)})}{\nu ^{2}(1+Qe^{-B(t-M)})^{\frac {1}{\nu }}}}\\{\frac {\partial Y}{\partial Q}}&=-{\frac {(K-A)e^{-B(t-M)}}{\nu (1+Qe^{-B(t-M)})^{{\frac {1}{\nu }}+1}}}\\{\frac {\partial Y}{\partial M}}&=-{\frac {(K-A)QBe^{-B(t-M)}}{\nu (1+Qe^{-B(t-M)})^{{\frac {1}{\nu }}+1}}}\end{aligned}}}